# Laurent Sorin
 (octobre 2017).
Si vous disposez d'ouvrages ou d'articles de référence ou si vous connaissez des sites web de qualité traitant du thème abordé ici, merci de compléter l'article en donnant les références utiles à sa vérifiabilité et en les liant à la section « Notes et références ».
Pour les articles homonymes, voir Sorin.
Laurent Sorin, né le 10 janvier 1967 à Nantes, est un joueur et un entraineur français de handball. 
Après plusieurs saisons passées à entraîner les jeunes du club, il a repris en 2014-2015 la place d'entraineur de l'équipe de Pro D2 d'Angers Noyant Handball. 
- Niveau atteint en tant que Joueur : D2
- Niveau atteint en tant qu'Entraineur : D1